# Edna Walling
Edna Margaret Walling (* 4. Dezember 1896 im Yorkshire; † 8. August 1973 in Nambour, Queensland) war eine der einflussreichsten australischen Landschaftsarchitektinnen. Sie war zudem eine talentierte Amateurfotografin, die ihre zahlreichen Publikationen selbst bebilderte.

## Leben

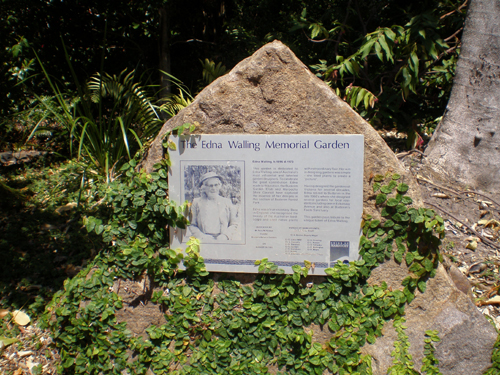
Edna Walling Memorial Garden in Buderim, Queensland. Walling setzte sich in Buderim in den 1960er Jahren zur Ruhe, gestaltete dort aber eine Reihe Gärten.

Walling wurde im Yorkshire geboren und wuchs in dem Dorf Bickleigh in Devon, England, als zweite Tochter von William Walling, einem Angestellten eines Möbelhändlers, und Harriet Margaret, geborene Goff, auf. Ihr Vater förderte ihre Erkundung und Liebe zur englischen Landschaft und brachte ihr die Holzbearbeitung bei. Edna wurde in der Notre Dame Catholic School in Plymouth unterrichtet. Als sie vierzehn Jahre alt war, wanderte die Familie nach Neuseeland aus und zog 1914 mit ihrer Familie nach Melbourne in Australien, wohin ihr Vater 1911 schon vorausgegangen war.
Mit Ermutigung durch die Mutter erwarb Walling im Dezember 1917 ihr staatliches Zertifikat für Gärtnerei am Burnley College, und nach einigen Jahren als Gelegenheitsgärtnerin begann sie in den 1920er Jahren ihr eigenes Büro für Landschaftsdesign. Die Gartengestaltung interessierte sie mehr als die Gärtnerei, und sie suchte Arbeit bei den Architekten von Melbourne und sicherte sich Aufträge, darunter mehrere des zu der Zeit angesagten Architekten Marcus Martin. Sie entwarf dabei einige später als bedeutend eingeschätzte Arts-and-Crafts-Gärten.
Walling war nie verheiratet und bezeichnete sich selbst als „Außenseiterin“ oder „seltsam“, und da sie sich maskulin kleidete und ihr Haar kurz schnitt, waren männliche Kunden unsicher, wie sie auf sie reagieren sollten. Walling hatte enge Beziehungen zu Frauen wie Esmé Johnston und der Dichterin Lorna Fielden sowie Freundschaften mit Frauen, die offen in einer Partnerschaft lebten, wie die Buchladenbesitzerin Margareta Webber mit Jean Littlejohn und die Landschaftsarchitektin Mervyn Davis mit Daphne Pearson. Das hat zu dem Schluss geführt, dass Walling lesbisch war, obwohl sie selbst, die die konservative, homophobe kulturelle Periode Australiens durchlebte, kein solches Eingeständnis machte.
Ein Auftrag veranlasste sie 1967 zum Umzug nach Bendles in Buderim in Queensland, wohin sie später von ihrer Lebensgefährtin Lorna Fielden begleitet wurde, die Lehrerin am MLC war und auch Wallings Schriften herausgab. Walling starb am 8. August 1973 in Nambour, Lorna vier Jahre später; beide sind dort Seite an Seite unter zwei Bäumen begraben.

## Projekte

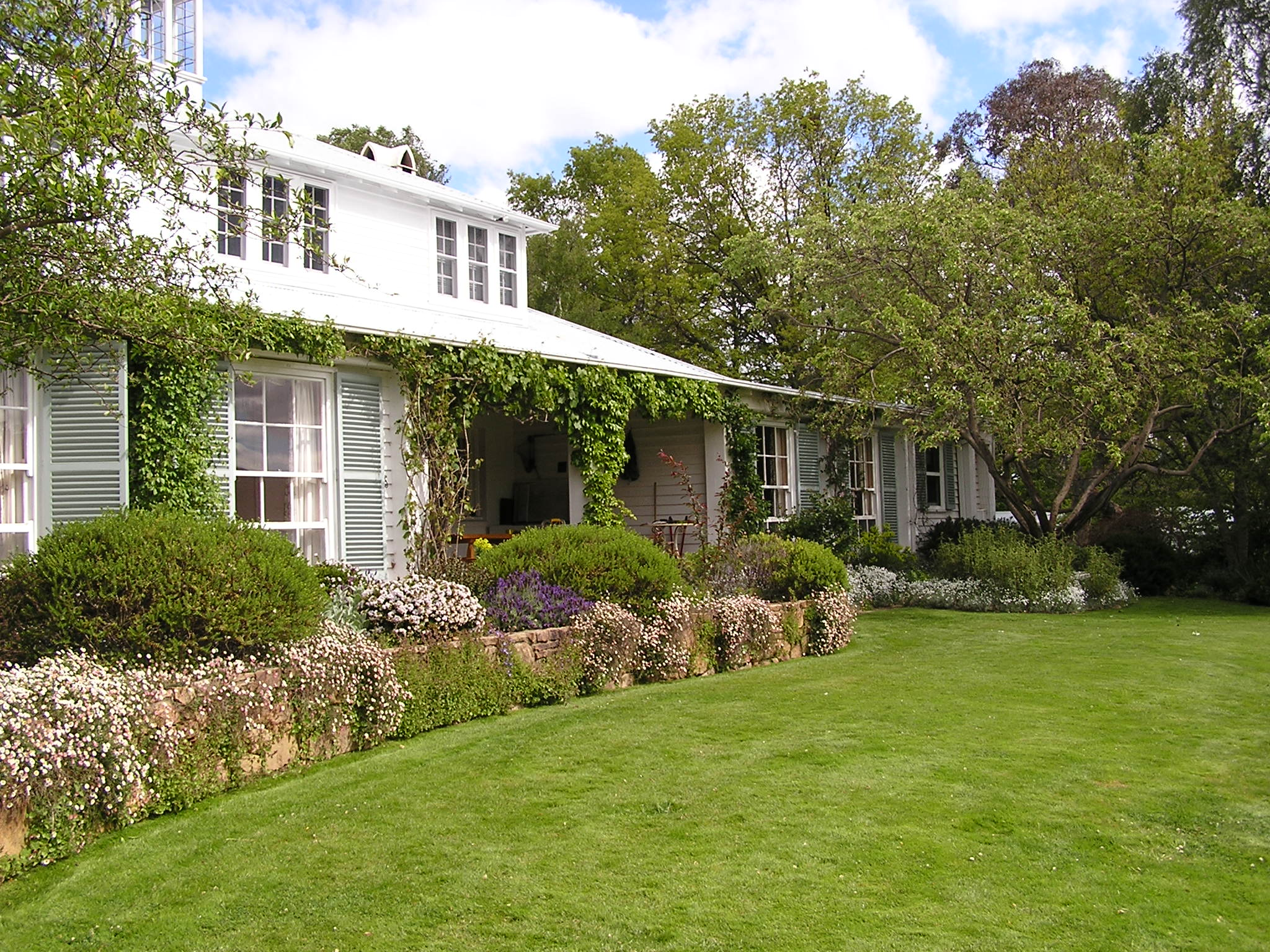
Markdale, in der Nähe von Crookwell, New South Wales; der Garten wurde von Walling 1947 gestaltet.

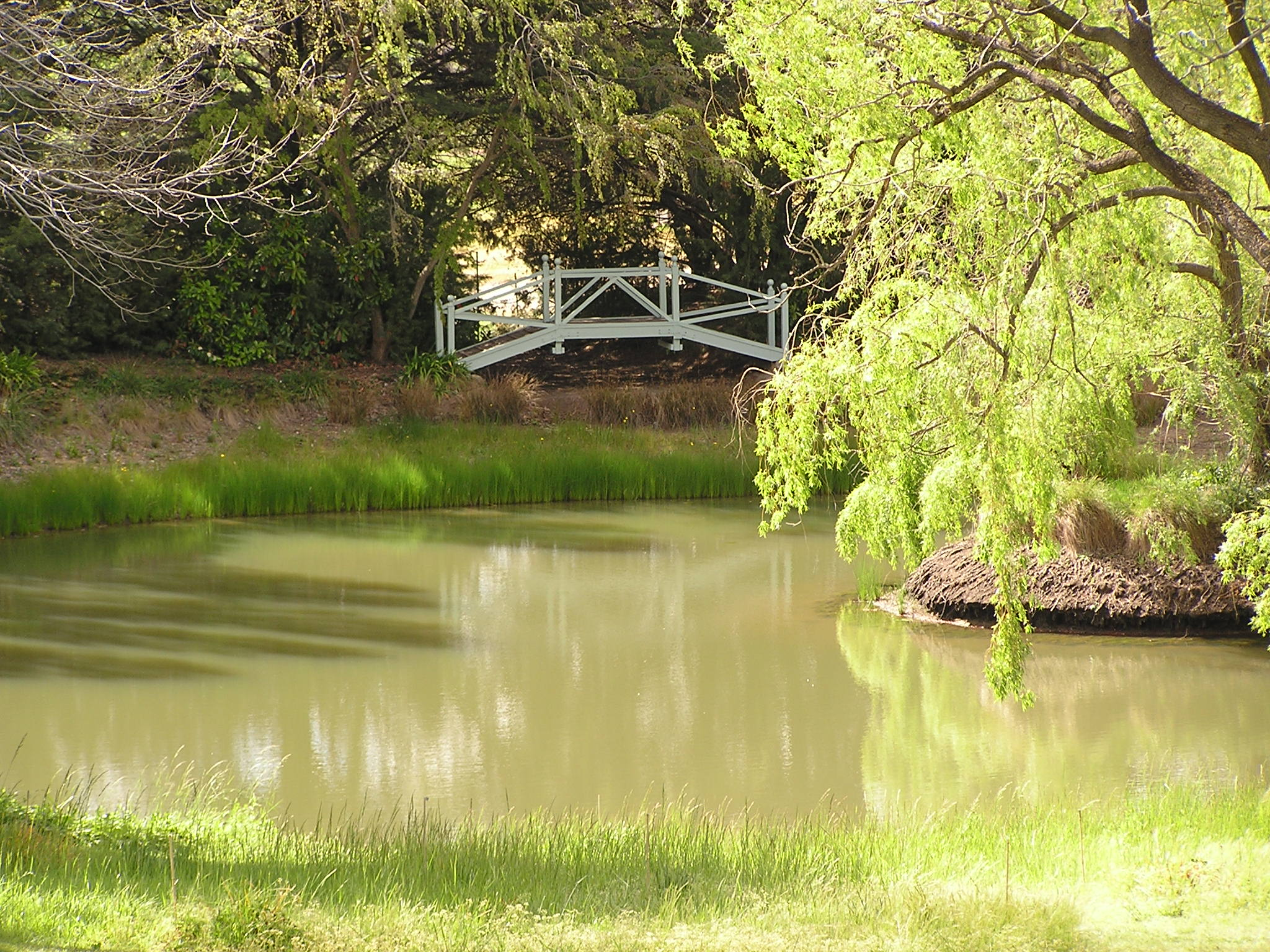
Markdale, See.

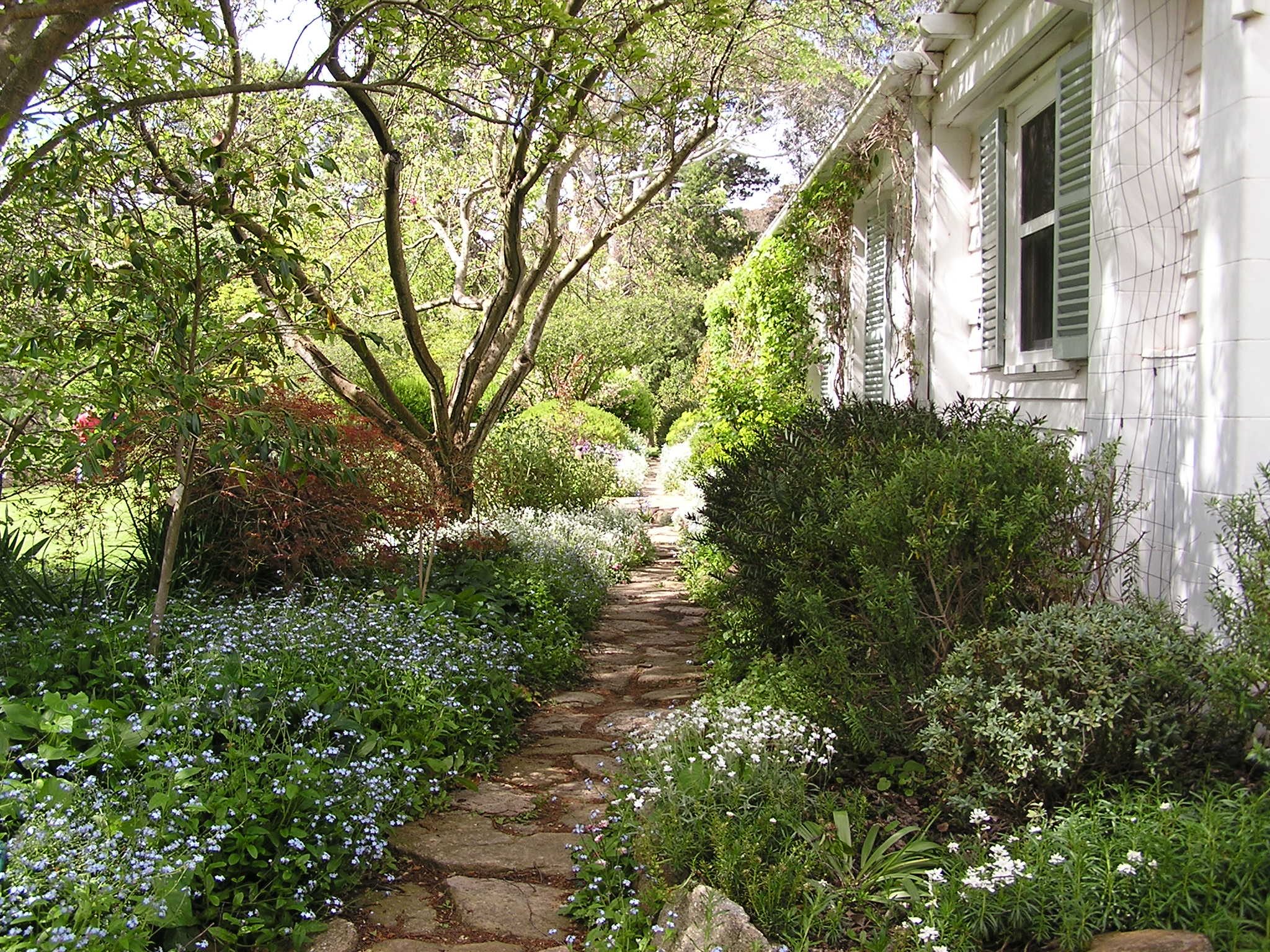
Markdale, Garten-Pfad.

In den 1920er Jahren begann Walling als Australiens erste weibliche Landentwicklerin, ein Dorf in Mooroolbark am Stadtrand von Melbourne zu errichten, das sie Bickleigh Vale nannte. Mit seiner einzigartigen Ansammlung von Häusern und Gärten ist Bickleigh Vale eine ihrer bekanntesten Leistungen. Es sollte der „Kern eines englischen Dorfes“ sein und sie baute das erste, nach dem Dorf Sonning an der Themse in England benannte Cottage als ihr eigenes Haus. Nach einem Brand musste komplett neu aufgebaut werden. Sie verkaufte Teilgrundstücke nur an Leute, die bereit waren, von ihr erstellte Entwürfe für ein Cottage und einen Garten zu akzeptieren.
Im Jahr 1935 baute Ellis Stones eine Mauer für sie. Sie erkannte seine Fähigkeit – die sie „a rare thing this gift for placing stones“ nannte – und schlug vor, dass er für sie arbeiten sollte. Sie gab ihm freie Hand bei der Gestaltung von Mauern, Aufschlüssen, Pools und Wegen in ihren Gärten. Ihre beste Zusammenarbeit war ein Freiform-Schwimmbecken und ein Aufschluss, der 1939 bis 1940 für Edith Hughes-Jones in Lilydale, Melbourne, gebaut wurde.
Ihre Designpraxis wuchs und sie arbeitete in ganz Australien, in Perth, Hobart, Sydney und Buderim. Zu ihren Aufträgen in Viktoria gehörte die Gestaltung eines Seerosenteichs für Coombe Cottage, dem Wohnsitz von Nellie Melba in Coldstream, in den Yarra Valley Ranges; Durrol Garden in Mount Macedon (der Garten ist noch erhalten, obwohl das Haus am 11. Juli 2018 durch ein Feuer zerstört wurde), Rock Lodge Garden in Frankston; Cruden Farm Garden in Langwarrin und Marshall Garden in Eaglemont. Einer der am besten erhaltenen Gärten in New South Wales ist Markdale in Binda in der Nähe von Crookwell im Upper Lachlan Shire.
Wallings Fähigkeiten als Künstlerin ermöglichten es ihr, Aquarellpläne anzufertigen, um den Kunden das Ambiente der fertigen Gärten zu vermitteln, die sie zu schaffen gedachte. Ihre Pläne aus den 1920er- und 1930er-Jahren zeigen Entwürfe mit einem starken architektonischen Gerüst mit niedrigen Steinmauern, breiten Pergolen und Wegen, immer gemildert durch einen Mantel aus Grünpflanzen. Mitte der 1940er Jahre konzentrierte Walling ihr Interesse auf einheimische Pflanzen, die sie seit den 1920er Jahren in ihren heimischen Gärten verwendet hatte. Sie ließ sich vom australischen Busch inspirieren und schuf einen naturalistischeren Stil mit Felsbrocken, felsigen Aufschlüssen und einheimischen Pflanzen. In kleinen Vorstadtgärten schuf Walling „Garten-Räume“, um den Garten viel größer erscheinen zu lassen, als er tatsächlich war. Etwa ein Viertel von Wallings Entwürfen hat überlebt und diese befinden sich in der State Library of Victoria und in privaten Sammlungen in Tasmanien, South Australia, New South Wales und Victoria.
Ihre Entwürfe waren stark beeinflusst von ihren Erfahrungen mit der Landschaft in Devon als Kind und von Designern wie Gertrude Jekyll. Auch die Häuser des amerikanischen Architekten Royal Barry Wills (bekannt für seine Entwürfe in Cape Cod) und die Bücher von Lewis Mumford, The Culture of Cities und The Image of the City, lieferten frühe Inspirationen.
Insgesamt hatte Walling großen Einfluss auf die australische Gartenkunst und lenkte den Geschmack weg von einem anglo-zentrischen Erbe hin zu Respekt für das australische Klima und die Landschaft.

## Autorin
Ab 1926 schrieb Walling für das Magazin Australian Home Beautiful. Mitte der 1930er-Jahre war sie eine erfahrene Fotografin geworden und illustrierte ihre Artikel selbst. Zu ihren Aufnahmen gehörten auch Porträts. In den 1950er-Jahren gab Walling die regelmäßige kolumne in Australian Home Beautiful auf, schrieb aber in unregelmäßigen Abständen Beiträge für andere Magazine, wie Walkabout, Woman’s World, Australian House and Garden, The Sun News-Pictorial oder The Age. Bis kurz vor ihrem Tod schickte sie weiterhin Artikel an Redaktionen.
Walling ist Autorin mehrerer Bücher über Landschaftsgestaltung, und mit der Gartenschriftstellerin und Botanikerin Jean Galbraith führte sie einen langen Briefwechsel, aus dem Material für ein unveröffentlichtes Manuskript The Harvest of a Quiet Eye hervorging. In den 1950er Jahren interessierte sie sich für die Erhaltung der Straßenrandvegetation und schrieb viel in der Presse zu diesem Thema, wie auch in ihrem 1952 erschienenen Buch The Australian Roadside. The Happiest Days of My Life (Die glücklichsten Tage meines Lebens), das die Entwicklung ihres Ferienanwesens in Lorne beschreibt, schließlich wurde von Walling geschrieben, aber erst 2008 veröffentlicht.
Werke
- mit Trisha Dixon: Gardens in Australia : their design and care. 2. Auflage. Bloomings Books, Hawthorn 1943, ISBN 1-876473-15-0.
- Cottage and garden in Australia. Oxford University Press, Melbourne 1947.
- A gardener's log. Hrsg.: Margaret Barrett. Oxford University Press, Melbourne 1948 (gov.au).
- The Australian roadside. Oxford University Press, Melbourne 1952.
- The happiest days of my life. Barbara Barnes, Warwick 2008, ISBN 978-0-646-49075-5.